# Francisco Fulgosio
Francisco Javier Fulgosio y Villavicencio (n. Ferrol, La Coruña; 12 de agosto de 1799 - f. Burgos; 21 de septiembre de 1848) fue un militar español, hermano de otros militares, como el teniente coronel Dámaso Fulgosio y el coronel José Fulgosio, y padre del escritor Fernando Fulgosio.
Oficial español, hijo del militar Francisco Fulgosio y de María del Carmen Villavicencio. En 1808 era paje del Rey e ingresó en el ejército en 1816, cuando lo nombraron capitán de Infantería y segundo teniente de guardias valonas sin antigüedad. Durante el golpe de Estado de Fernando VII (7 de julio de 1822) era teniente coronel de Infantería y estaba en Cádiz, pero al llegar a Madrid su regimiento ya había capitulado; obtuvo el grado de coronel y fue licenciado. Emigró a Francia; Carlos O'Donnell lo nombró capitán de la sexta compañía del batallón de granaderos y con él entró en España con los Cien Mil Hijos de San Luis en 1823 hasta Andalucía; le reconocieron el grado de teniente de granaderos el 14 de mayo de 1824, y el de capitán el 14 diciembre y le dieron la Cruz de primera clase de San Fernando el 28 de enero de 1830; fue nombrado segundo comandante de la Guardia Real el 13 de marzo de 1830. En 1833 (28 de enero) fue licenciado y enviado a Cuenca, de donde se fugó junto con Juan Romagosa; fue a Algeciras y a Portugal y se incorporó a las filas carlistas el 10 de octubre de 1833. En mayo de 1836 pidió el grado de brigadier aduciendo que logró que en Echarri-Aranaz (1834) desertaran más de cien hombres del 1.º de la Guardia de Infantería a las filas de don Carlos; bajo el mando de Gómez derrotó al general cristino Narciso López en Malillas (Guadalajara). Ya con el grado de brigadier fue uno de los firmantes del Convenio de Vergara por el que se ponía fin a la Guerra carlista del Norte, junto con su hermano el coronel José Fulgosio. En 1844 fue nombrado jefe político de la diputación de Barcelona, cargo en el que intentó aplacar a los obreros de forma no violenta creando una comisión negociadora. En 1846 era mariscal de campo y comandante general de Málaga y le fue concedida la cruz de la Orden de Carlos III. Murió el 21 de septiembre de 1848 cuando era capitán general de Burgos. 